# Bérelles
Bérelles é uma comuna francesa na região administrativa de Altos da França, no departamento do Norte. Estende-se por uma área de 5.78 km². Em 2010 a comuna tinha 156 habitantes (densidade: 27 hab./km²).